# Wallace Smith Broecker
Wallace Smith Broecker (Chicago, Illinois; 29 de noviembre de 1931-Nueva York, 18 de febrero de 2019) fue un geólogo y oceanógrafo estadounidense y un pionero en el estudio de los ciclos de circulación oceánica y sus efectos significativos sobre el clima. Además fue uno de los primeros científicos que pronosticaron un aumento de las temperaturas en la Tierra a causa de las emisiones de dióxido de carbono.
Propuso en los años 1980 la idea de la circulación termohalina que describió, junto con Tsung-Hung Peng, como cinta transportadora en la circulación global de los océanos. Además realizó contribuciones notables en la ciencia del ciclo del carbono y el uso de trazadores químicos y radiactivos en la oceanografía para conocer los patrones de la circulación del agua en los océanos. «La contribución más importante de Broecker fue su estudio del sistema de circulación termohalina en el Atlántico septentrional, que hace circular calor de los trópicos hasta las aguas frente al noroeste de Europa, haciendo que esa parte del mundo sea mucho más cálida de lo normal.»
Broecker fue conocido por popularizar el término «calentamiento global». Advirtió de los peligros del calentamiento global y el cambio climático. Sus investigaciones sobre las glaciaciones le llevaron a temer que el calentamiento global pudiera desencadenar otra glaciación. Por eso contactó e influyó a gente poderosa del Gobierno y de la economía privada.
Fue Newberry Professor of Geology en el Departamento de Ciencias de la Tierra y Ciencias Ambientales en la Universidad de Columbia, científico en el Lamont-Doherty Earth Observatory de la Universidad de Columbia y Senior Fellow de Sostenibilidad en la Universidad Estatal de Arizona.
Recibió el premio Crafoord y el premio Vetlesen.

## Biografía
Nació en Chicago en 1931. Era el segundo de los cinco hijos de una pareja de cristianos evangélicos, que interpretaban la Biblia literalmente, creyendo que la edad de la Tierra era de unos miles de años. Su padre llevaba una gasolinera. Broecker asistió al Wheaton College, de orientación cristiano fundamentalista, donde conoció a J. Laurence Kulp, Paul Gast, Karl Turekian y a su esposa Grace Carder. 
Cuando era estudiante en Wheaton College, Broecker se convirtió en ateo. Luego se cambió al Columbia College de la Universidad de Columbia.
Se casó con Grace Carder en 1952 y la pareja tenía seis hijos. Su esposa murió en 2007 y en 2009 Broecker se casó con Elizabeth Clark.
En 1953 Broecker recibió un bachelor's degree en Física en el Columbia College y un máster un año más tarde y obtuvo su doctorado en Geología por la Universidad de Columbia en 1958. En 1959 empezó a trabajar en la Universidad de Columbia, donde trabajó en el Lamont-Doherty Earth Observatory con W. Maurice Ewing y Walter Bucher.
Trabajó para la Universidad de Columbia durante cincuenta y cuatro años, escribió o participó en la redacción de más de quinientos artículos científicos y participó en la redacción o redactó al menos diecisiete libros.
En 1975 Broecker popularizó el término calentamiento global (global warming) cuando publicó el artículo: «Calentamiento global: ¿Estamos al borde de un calentamiento global pronunciado?» (Climate Change: Are we on the Brink of a Pronounced Global Warming?). La frase había aparecido en un artículo de periódico de 1957 sobre las investigaciones de Roger Revelle. Broecker coescribió una recopilación de la ciencia del clima con el periodista científico Robert Kunzig.
Incluía una discusión sobre el trabajo de su colega en Columbia Klaus Lackner sobre la captura de CO2 de la atmósfera. Broecker creía que tendría un papel vital en la reducción de las emisiones y la lucha contra el calentamiento global. Broecker fue descrito en The New York Times como un pionero ingeniero del clima.
Broecker tuvo seis hijos, siete nietos, y siete bisnietos. Su esposa Grace E. Broecker falleció en 2007 tras cincuenta y tres años de matrimonio. Broecker se casó con Elizabeth Clark en 2009.
Broecker falleció en la ciudad de Nueva York el 18 de febrero de 2019.

## Investigación
Sus áreas de investigación fueron el Pleistoceno, geocronología, datación con radiocarbono y oceanografía química, incluyendo la mezcla oceánica basada en la distribución de isótopos estables y radioisótopos. También investigó en el ciclo biogeoquímico del carbono y el registro del calentamiento global contenido en el hielo polar y los sedimentos oceánicos.
Escribió o participó en la redacción de más de quinientos artículos científicos y participó en la redacción o redactó al menos diecisiete libros.
Es más conocido por su descubrimiento del papel del océano en disparar un cambio climático abrupto que marcó las eras glaciales y en particular por el desarrollo y la popularización de la idea de la circulación termohalina con forma de cinta transportadora que conecta la circulación de los océanos del mundo. Su trabajo es el cimiento de la ciencia del ciclo del carbono y sus aplicaciones del radiocarbono a la paleoceanografía son hitos en su campo. Su trabajo con trazadores químicos en el océano es fundamental en la moderna oceanografía química. Su libro de texto «Trazadores en el mar» (Tracers in the Sea), escrito junto a Tsung-Hung Peng, todavía se cita en la literatura contemporánea. Broecker escribió sobre los cambios en la circulación termohalina:

‘We have clear evidence that different parts of the earth's climate system are linked in very subtle yet dramatic ways. The climate system has jumped from one mode of operation to another in the past. We are trying to understand how the earth's climate system is engineered, so we can understand what it takes to trigger mode switches. Until we do, we cannot make good predictions about future climate change.‘
‘Tenemos evidencias claras de que partes diferentes del sistema climático de la Tierra están conectadas de forma sutil pero dramática. En el pasado el sistema climático ha saltado de un modo de funcionamiento a otro. Estamos intentando comprender cómo el sistema climático de la Tierra está diseñado para entender lo que dispara los interruptores. Hasta que no lo hagamos no podemos hacer buenas predicciones sobre el futuro cambio climático.’

«Broecker también se interesó por la geología de las glaciaciones y la paleoclimatología. En un artículo publicado en 1966 con su alumno Jan Van Donk, utilizó el análisis de muestras del subsuelo marino para demostrar que la teoría de  Milanković sobre las glaciaciones era correcta. El científico serbio Milutin  Milanković (1879-1958) postuló en 1920 que las glaciaciones estaban causadas por variaciones astronómicas en la órbita de la Tierra. Broecker pasó a explicar el periodo del Dryas Reciente, un período justo después del final de la última glaciación cuando un descenso de la temperatura casi reinició la glaciación, como resultado de una interrupción en el sistema de transporte de calor oceánico.»

## Premios y reconocimientos
Broecker fue miembro (Fellow) de la American Academy of Arts and Sciences y de la National Academy of Sciences, Miembro Extranjero de la Royal Society, y Fellow de la American Geophysical Union y European Geophysical Union.
Recibió el premio A.G. Huntsman Award for Excellence in the Marine Sciences de la Royal Society of Canada en 1985, el Crafoord Prize en Geociencia, la medalla National Medal of Science en 1996, la medalla Maurice W. Ewing Medal de la American Geophysical Union, la medalla Alexander Agassiz Medal de la National Academy of Sciences, la medalla Urey Medal de la European Association of Geochemistry, el premio V. M. Goldschmidt Award de la Geochemical Society, el premio Vetlesen Prize de la G. Unger Vetlesen Foundation, la medalla Wollaston Medal de la Geological Society of London,  la medalla Roger Revelle Medal de la American Geophysical Union, el premio Tyler Prize for Environmental Achievement de la University of Southern California, el premio Blue Planet Prize de la The Asahi Glass Foundation, la medalla 2008 Benjamin Franklin Medal en Ciencias de la Tierra y medioambientales del Franklin Institute en Philadelphia, Pennsylvania, y el premio BBVA Fronteras del Conocimiento 2008 en Cambio Climático.

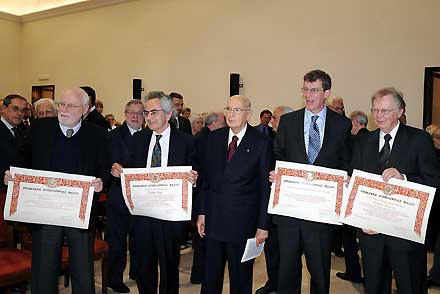
Broecker (derecha) en 2008 con otros premiados del Balzan Prize y Giorgio Napolitano, Presidente de Italia

En septiembre de 2008 Broecker recibió el premio Balzan Prize por sus destacados logros en ciencia a propuesta de Enric Banda (Profesor de investigación en Geofísica en el Instituto de Ciencias de la Tierra de Barcelona):

‘For his extraordinary contributions to the understanding of climate change through his discoveries concerning the role of the oceans and their interactions with the atmosphere, as well as the role of glacial changes and the records contained in ice cores and ocean sediments. His contributions have been significant in understanding both gradual and abrupt climate change.‘
‘Por sus contribuciones extraordinarias al conocimiento del cambio climático mediante sus descubrimientos sobre el papel de los océanos y sus interacciones con la atmósfera, como también el papel de los cambios glaciales y los registros contenidos en el hielo y en los sedimentos oceánicos. Sus contribuciones han sido significativas y comprenden tanto los cambios climáticos abruptos como los graduales.’

En enero de 2009 Broecker fue premiado con el premio BBVA Fronteras del Conocimiento en la categoría de Cambio Climático por su investigación en los océanos, siendo pionero en el desarrollo de la ciencia del sistema de la Tierra como la base del entendimiento del cambio climático global pasado y presente. El premio subrayó su aproximación holística que le llevó a identificar el mecanismo del cambio climático abrupto.
Broecker recibió el doctorado honoris causa de la Cambridge University, Oxford University, Pennsylvania State University, Harvard University, y Southern Methodist University, entre otros.
El 28 de mayo de 2015 fue nombrado doctor honoris causa por la Harvard University.